# Серафин, Оливер
Оливер Джеймс Серафин (англ. Oliver Seraphin; 2 августа 1943, Розо, Доминика) — политический и государственный деятель Доминики, премьер-министр страны с июня 1979 по июль 1980 года.

## Биография
Окончил Технологический институт Карнеги в Питтсбурге штат Пенсильвания, США, продолжил учёбу на Кубе. Занимался страховым бизнесом.
С 1975 по 1979 год был членом правительства социалистической Доминикской лейбористской партии премьер-министра Патрика Джона. Занимал посты министра связи, труда и жилищного строительства, затем — министра сельского хозяйства, земель, рыболовства и по делам CARICOM. В течение этого времени Доминика получила независимость от Великобритании (1978). После массовых протестов против правительства Патрика Джона, О. Серафин ушёл также в отставку.

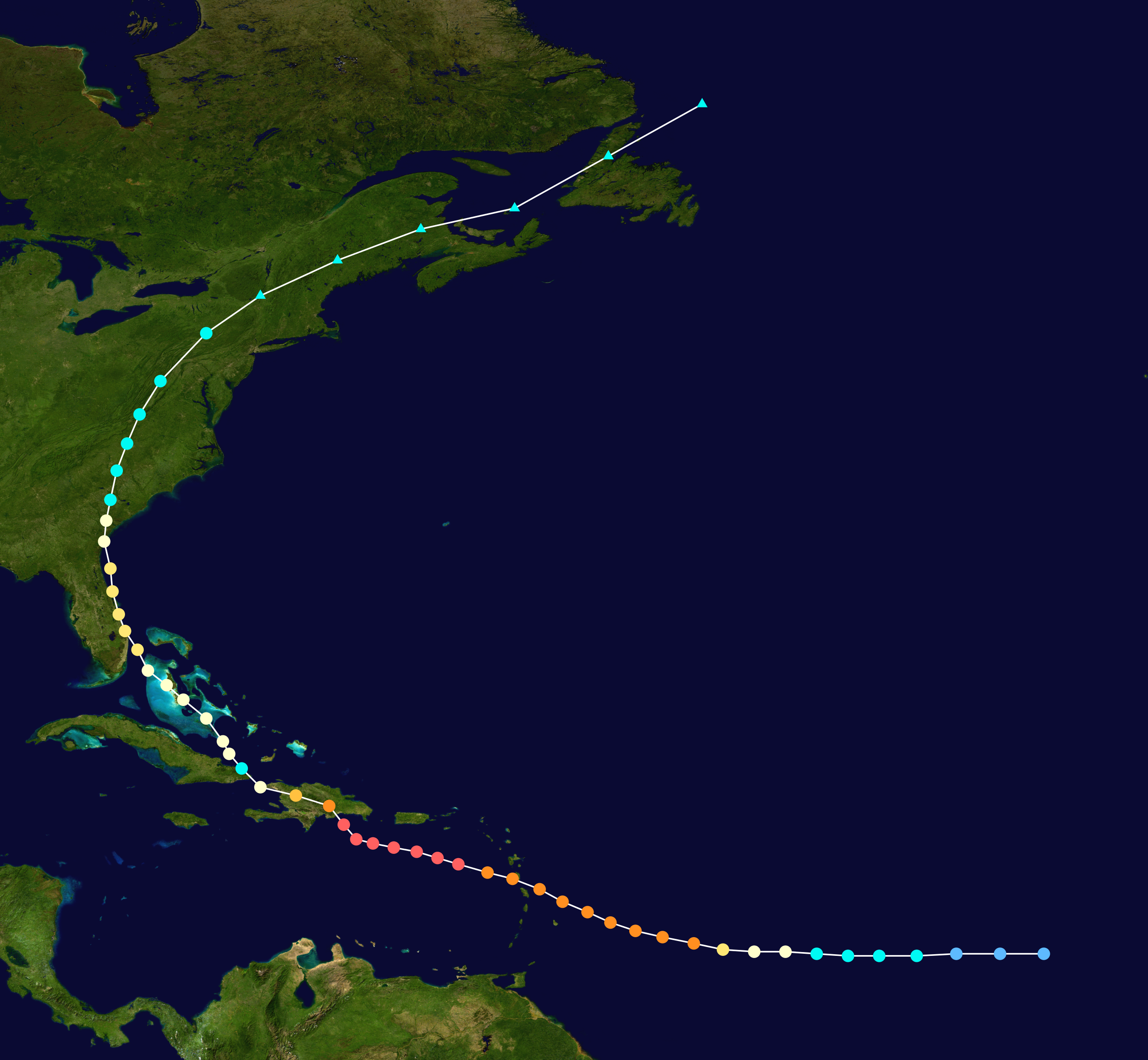
Путь урагана Дэвид. Доминика обозначена оранжевыми точками

Член парламента — Палаты собрания Доминики. В 1979 году О. Серафин возглавил отколовшуюся от лейбористской партии новую Демократическую лейбористскую партию.
25 июня 1979 года О. Серафин стал премьер-министром страны во главе правительства, созданного «Комитетом национального спасения».
В августе того же года Доминика серьёзно пострадала от урагана «Дэвид», унесшего жизни 56 человек и разрушившего большую часть острова.
О. Серафин направил свои усилия на преодоление последствий стихии. Правительство Серафина часто называют «временным» или «переходным». Для восстановления национальной инфраструктуры обращался за финансовой помощью к правительствам Барбадоса, Канады, Франции, США и Венесуэлы и во многом преуспел. Известно, что он помогал и ремонтировал дома для бездомных, финансируя всё это со своего личного счёта. Успешно действовал по восстановлению инфраструктуры острова, помог создать много рабочих мест.
Несмотря на популярность, на выборах 1980 года О. Серафин проиграл Юджинии Чарлз. После ухода с поста премьер-министра, оставил политическую деятельность и вернулся к бизнесу в области туристических услуг.